# Грос-Лааш
Грос-Лааш (нім. Groß Laasch) — громада в Німеччині, розташована в землі Мекленбург-Передня Померанія. Входить до складу району Людвігслуст-Пархім. Складова частина об'єднання громад Людвігслуст-Ланд.
Площа — 27,22 км2. Населення становить 957 ос. (станом на 31 грудня 2020).

## Галерея

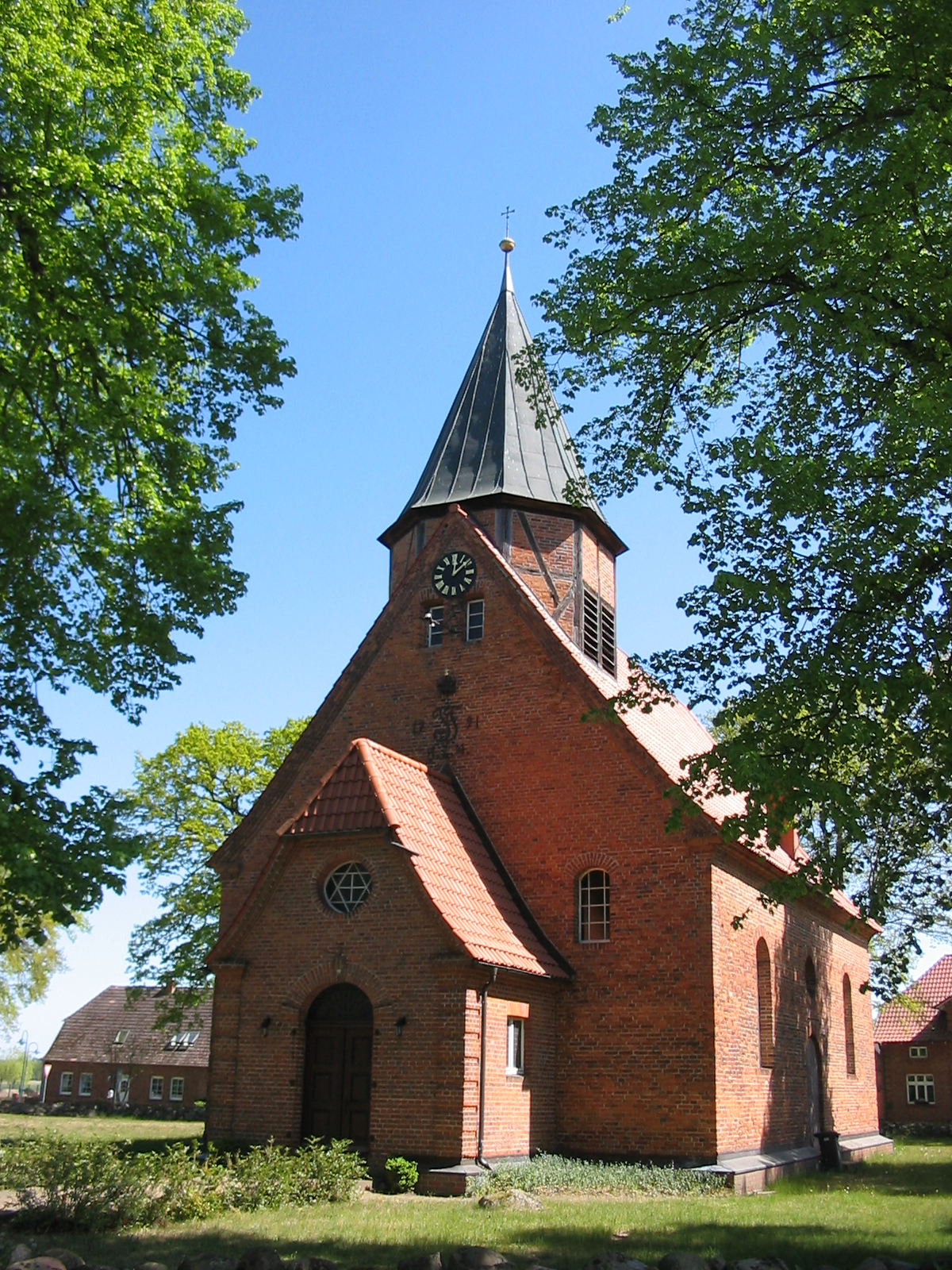